# BanG Dream! Ave Mujica
BanG Dream! Ave Mujica, außerhalb Japans auch Ave Mujica – The Die Is Cast, ist eine Anime-Fernsehserie, die im Januar 2025 im japanischen Fernsehen startete. Sie ist als Ableger Teil des BanG-Dream!-Franchises des Medienunternehmens Bushiroad und in den Genres Musik, Drama und dem Psychothriller zu verorten.
Die Handlung, welche die fiktive Symphonic-Metal-Band Ave Mujica und deren Mitglieder in den Vordergrund stellt, spielt ungefähr zur gleichen Zeit wie die erste Ablegerserie BanG Dream! It’s MyGO!!!!!. Diese stellte das Zerbrechen der Musikgruppe Crychic sowie die Gründung der fiktiven Rockband MyGO!!!!! in den Vordergrund der Geschehnisse.
Die dreizehn Folgen umfassende erste Staffel der Animeserie wurde international zwischen Januar und März 2025 unter anderem auf Crunchyroll und Muse Communication im Simulcast gezeigt.

## Prämisse
Die Handlung von BanG Dream! Ave Mujica spielt sich ungefähr zeitglich mit den Geschehnissen von It’s MyGO!!!!! ab. Während Soyo Nagasaki, Tomori Takamatsu und Taki Shiina nach dem Ende ihrer ehemaligen Band Crychic mit zwei weiteren Musikerinnen die Rockband MyGO!!!!! ins Leben rufen, kann Sakiko Togawa die Auflösung von Crychic schlecht verarbeiten. Als diese ihre drei ehemaligen Bandkolleginnen dabei sieht, wie sie gemeinsam ein Lied performen will sie ihre eigene Gruppe gründen.
Mit dabei sind ihre Kindheitsfreundinnen Mutsumi Wakaba und Uika Misumi sowie die Session-Musikerin Umiri Yahata als auch die Influencerin Nyamu Yūtenji. Doch schon kurz nach der Gründung droht die Band wieder zu zerbrechen. Die Gründe hierfür sind vielfältig, darunter etwa der Konflikt zwischen Sakiko und Nyamu über die musikalische Ausrichtung der Band aber auch persönliche Probleme der einzelnen Mitglieder. Die Serie geht dabei auf die Psyche und Probleme der jeweiligen Bandmitglieder ein.

## Charaktere

### Ave Mujica
Sakiko Togawa (豊川 祥子, Togawa Sakiko)
Die Keyboarderin und strenge Anführerin der Band. Ihr Persona innerhalb der Gruppe ist Oblivionis (オブリビオニス Oburibionisu) und „fürchtet sich nicht vergessen zu werden“. Sie besucht das erste Jahr der Hanaoka-Mädchenakademie und ist ein ehemaliges Bandmitglied von Crychic. Sakiko lebt gemeinsam mit ihrem enterbten Vater in Armut.
Sie gründete Ave Mujica nachdem sich Crychic auflöste und sie ihre ehemaligen Bandkolleginnen Tomori, Soyo und Taki beim Spielen ihres Liedes Haruhikage (春日影 Spring Sunlight). Sakiko will durch ihre Vision zum Erfolg führen.
Regisseur Kōdai Kakimoto beschrieb Sakiko als einen Charakter, die sich wünscht ihre schmerzvollen Erinnerungen an das Auseinanderbrechen ihrer ehemaligen Band vergessen zu können. Dieser Wunsch führte, so Kakimoto, zur Gründung von Ave Mujica  und das Verhüllen ihrer Emotionen durch ihr angenommenes Pseudonym.
Mutsumi Wakaba (若葉 睦, Wakaba Mutsumi)
Die eher stille Rhythmusgitarristin, die bei Ave Mujica unter dem Pseudonym Mortis (モーティス Mōtisu) agiert und „keine Furcht vor dem Tod“ zeigt. Sie besucht das erste Jahr an der Tsukinomori-Mädchenschule und war ebenfalls bei Crychic aktiv. Sie ist Sakikos beste Freundin seit Kindheitstagen und ist die einzige, die Sakikos Situation kennt und sie deswegen dabei unterstützen möchte, ihre Vision umzusetzen. Mutsumi ist die Tochter bekannter Promis. Im Laufe der Handlung wird offenbart, dass Mutsumi an einer Dissoziativen Identitätsstörung leidet.
Ihre andere Persönlichkeit, Mortis, ist wesentlich gesprächiger als Mutsumi und fungiert als ihre Beschützerin um Mutsumi vor weiteren Traumata zu bewahren. Im Laufe der Handlung geraten Mutsumi und Mortis in einen Konflikt in ihrer mentalen Welt, können sich aber versöhnen bevor beide zu verschwinden scheinen.
Kakimoto beschrieb in einem Interview mit dem Megami Magazine, dass die beiden als Hauptidentitäten verschwunden seien und der physische Körper je nach Situation von anderen Identitäten übernommen wird.
Umiri Yahata (八幡 海鈴, Yahata Umiri)
Die stoische Bassistin Ave Mujicas. Innerhalb der Gruppe ist ihr Alter Ego Timoris (ティモリス Timorisu) und „fürchtet sich nicht davor, Angst zu haben.“ Ist ist Schülerin an der Hanasakigawa-Mädchenakademie. Sie ist mit Taki von MyGO!!!!! befreundet und arbeitet nebenbei als Session-Musikerin für mehrere andere Bands. Sie bewahrt ein gewisses Level an Professionalität bei Ave Mujica und hält eine emotionale Distanz zur Gruppe, da sie ihre Beteiligung als Teil ihrer Arbeit betrachtet.
Uika Misumi (三角 初華, Misumi Uika)
Die freundliche Leadgitarristin und Sängerin von Ave Mujica. Innerhalb der Gruppe verkörpert sie den Persona Doloris, die sich „nicht vor Kummer fürchtet.“ Sie besucht die gleiche Schule wie Timoris und ist neben Mutsumi eine Kindheitsfreundin von Sakiko und ist ihr für ihre Einladung in die Band einzusteigen dankbar. Diese Dankbarkeit und Bewunderung zeigt sich unter anderem darin, dass sie wenn es nötig ist, Sakikos Partei ergreift.
Kōdai Kakimoto beschrieb, dass Uikas Charakterisierung die Absicht hatte sie als jemanden „in Ketten“ zu portraitieren und durch ihre Fassade definieren. Sie verbirgt ihre wahren Gefühle, die im Laufe der Geschichte allmählich zum Vorschein kommen.
Nyamu Yūtenji (祐天寺 にゃむ, Yūtenji Nyamu)
Die aufmerksamkeitsbedürftige Schlagzeugerin der Gruppe. Innerhalb Ave Mujicas ist sie Amoris, die „sich nicht vor der Liebe fürchtet.“ Sie ist eine populäre Influencerin, die um jeden Preis versucht, sich und die Band berühmt zu machen. Sie gerät bezüglich der kreativen Ausrichtung der Band oft mit Sakiko aneinander.

### MyGO!!!!!
Tomori Takamatsu (高松 燈, Takamatsu Tomori)
Die Sängerin von MyGO!!!!! und ehemalige Musikerin von Crychic. Sie besucht das erste Jahr der Haneoka-Mädchenakademie. Nachdem sie Sakikos persönliche Probleme erahnt, versucht sie regelmäßig mit ihr in Kontakt zu treten, wird aber stetig von dieser abgewiesen.
Anon Chihaya (千早 愛音, Chihaya Anon)
Die Rhythmusgitarristin und Bandleaderin. Sie besucht die gleiche Schule wie Tomori und unterstützt sie bei ihren Vorhaben, Kontakt zu Sakiko herzustellen.
Rāna Kaname (要 楽奈, Kaname Rāna)
Die Leadgitarristin von MyGO!!!!!, die als Wunderkind gilt. Sie besucht das dritte Jahr der an der Hanasakigawa-Mädchenakademie angeschlossenen Mittelschule. Rāna ist exzentrisch und handelt oft aus eigenem Antrieb. Sie erkennt, dass Mutsumi und Mortis unterschiedliche Persönlichkeiten sind, die sich einen Körper teilen und freundet sich mit Mortis an.
Soyo Nagasaki (長崎 そよ, Nagasaki Soyo)
Die Bassistin von MyGO!!!!! und ehemaliges Bandmitglied von Crychic. Sie erinnert sich nach wie vor an ihre alte Band trotz der komplizierten Trennung. Sie sorgt sich um Mutsumis und Sakikos Wohlbefinden trotz ihrer Animosität gegenüber Mutsumi und ihre Rolle bei der Auflösung von Crychic.
Taki Shiina (椎名 立希, Shiina Taki)
MyGO!!!!!’s Schlagzeugerin und ehemaliges Mitglied von Crychic. Obwohl sie Sakiko für ihren plötzlichen Ausstieg aus der Gruppe verachtet, macht sie sich dennoch Sorgen um sie. Sie ist eine gute Freundin von Umiri (Timoris).

### Weitere Charaktere
Mana Sumita (純田 まな, Sumita Mana)
Die Sängerin der Idol-Gruppe sumimi in der auch Uika aktiv ist.
Kiyotsugu Togawa (豊川 清告, Togawa Kiyotsugu)
Sakikos Vater und Sadaharus Schwiegersohn. Nachdem seine Beteiligung an einem Betrugsfall bekannt geworden war, wurde er von der Togawa-Familie enterbt.
Sadaharu Togawa (豊川 定治, Togawa Sadaharu)
Sakikos Großvater und Präsident des Togawa-Konglomerats.
Minami Mori (森 みなみ, Mori Minami)
Eine berühmte Schauspielerin. Sie ist Mutsumis Mutter.

## Synchronisation
| Mitglieder von Ave Mujica |                  |
| Sakiko Togawa             | Kanon Takao      |
| Mutsumi Wakaba            | Yuzuki Watase    |
| Umiri Yahata              | Mei Okada        |
| Uika Misumi               | Rico Sasaki      |
| Nyamu Yūtenji             | Akane Yonezawa   |
| Mitglieder von MyGO!!!!!  |                  |
| Tomori Takamatsu          | Hina Yōmiya      |
| Anon Chihaya              | Rin Tateishi     |
| Rāna Kaname               | Hina Aoki        |
| Soyo Nagasaki             | Mika Konihata    |
| Taki Shiina               | Coco Hayashi     |
| weitere Charaktere        |                  |
| Mana Sumita               | Hazuki Tanda     |
| Kiyotsugu Togawa          | Atsushi Kisaichi |
| Sadaharu Togawa           | Masaki Terasoma  |
| Minami Mori               | Miyuki Sawashiro |

## Entstehung
Regisseur Kōdai Kakimoto erklärte in mehreren Interviews, dass die Konzeptuierung der beiden Anime-Produktionen It’s MyGO!!!!! und Ave Mujica zur selben Zeit stattfanden, mit der Intention, beide Serien wie Gegensätze wirken zu lassen, um die Kontraste beider Serien zueinander sowie die Gründung Ave Mujicas „hinter den Kulissen“ noch während der Fernsehausstrahlung von It’s MyGO!!!!! hervorzuheben, noch während sich BanG Dream! Ave Mujica in Produktion befand. Während sich die Handlung für Ave Mujica noch in Arbeit und die Geschichte um MyGO!!!!! sich auf der Zielgraden befand, beschloss das Produktionsteam die dreizehnte Folge von It’s MyGO!!!!! so zu strukturieren, dass diese als Pilotfolge für BanG Dream! Ave Mujica dient. Im Bezug auf Kikimotos Aussage, dass It’s MyGO!!!!! und Ave Mujica im Gegensatz zueinander stehen führte dieser aus, dass erstere Serie sich um ein Jugenddrama handele, in denen die Bandmitglieder ihre puren Emotionen zeigen und Konzerte in einfachen Live Houses geben, während Ave Mujica eine psychologisch angehauchte Suspense-Geschichte sei, in denen die Mitglieder ihre Gefühle hinter Masken verstecken während sie opernartige Konzerte in Theatersäle geben.
Um Ave Mujica von der anderen Gothic-inspirierten Musikgruppe des Franchises, Roselia, abzugrenzen fügte das Produktionsteam weitere Elemente hinzu, die von Zirkus- und Freakshows sowie Theaterinszenierungen inspiriert wurden. Des Weiteren sprach Kakimoto darüber, wie die Serie die vom Franchise eingeführte Konventionen im Bezug auf das Zeigen von Vertrauen und das Band zwischen den Musikerinnen breche, indem diese düstere und dennoch reale Emotionen sowie innere Konflikte der einzelnen Bandmitglieder von Ave Mujica und deren Umgang zur Schau stelle, wohlwissend „das diese Herangehensweise nicht jedem Zuschauer ansprechen werde.“ Ursprünglich wollte das Produktionsteam auf Kakimotos Idee, die Handlungen von It’s MyGO!!!!! und Ave Mujica voneinander trennen, um etwaige Widersprüche zu vermeiden. Dieses Vorhaben wurde jedoch verworfen, sodass man sich entschied, ein paar Grenzen zwischen den älteren und neueren Gruppen des Medienfranchises zu ziehen und gleichzeitig ein paar Verknüpfungen herzustellen damit das Image der bereits bestehenden Gruppen nicht geschädigt werde und die neuen Gruppen sich eine eigene Identität aufbauen können während eine notwendige Kontinuität aufrechterhalten bleibt.
Die Synchronsprecherinnen Kanon Takao und Yuzuki Watase kommentierten in einem Interview, dass das Einsprechen der Dialoge aufgrund der starken emotionalen Natur der Szenen in der Serie sehr herausfordernd waren. Gleichzeitig bezeichneten sie den Aufnahmeprozess als positiv, da diese Erfahrungen bei ihrer persönlichen Entwicklung als Schauspieler helfe. Takao nannte eine Szene aus der ersten Episode als Beispiel, in der sie eine lange Aufnahmesession hatte in der sie weinen musste. Ein weiteres Beispiel, so Takao, war die Aufnahme eines Plot-Twists zu Ende der ersten Staffel. Man habe ihr keine Details verraten, um bei den Aufnahmen eine authentische Reaktion zu erhalten.
Laut dem Präsident des Animationsstudios Sanzigen, Hiroaki Matsuura, wurde die Monolog-Szene in der elften Episode mit der Schauspielerin Keina Kiriyama erarbeitet. Hierfür positionierte das Produktionsteam fünf Kameras im Studio um Kiriyamas Performance aufzuzeichnen. Matsuura lobte Kiriyamas schnelle Auffassungsgabe für das Drehbuch und ihre außergewönliches Schauspiel. Er fügte hinzu, dass diese kooperative Herangehensweise eine herausfordernde Produktionsmethode des Studios darstelle.

## Thematiken und Analyse
Die disfunktionale Band Ave Mujica im Zentrum stehend, ist die Handlung mehr von den Charakteren gesteuert als durch die Musik. Die Serie greift dabei Themen wie Alkoholmissbrauch, emotionales Verlassenwerden, gespaltene Persönlichkeit und Angst auf. Kakimoto selbst sagte, dass psychologische Themen wie Serienmörder, Dissoziative Identitätsstörung und das Münchhausen-Syndrom in die Geschichte eingeflossen sind und verglich diese psychologischen Elemente mit der Serie Arpeggio of Blue Steel: Ars Nova, die ebenfalls im Studio Sanzigen produziert wurde.
Takaaki Kidani, Präsident und CEO von Bushiroad, reagierte auf Kommentare die das scheinbar sinnlose und unlogische Verhalten der Charaktere in der zehnten Episode kritisierten mit einem Post of X. In diesem schrieb er, dass die Menschen stets dazu tendieren im Schicksal nach Logik zu suchen. In seiner persönlichen Meinung verneine die Serie dieses Verhalten. Christopher Farris schrieb für Anime News Network über besagte Folge, dass die Dualität ein zentrales Motiv bei Ave Mujica sei. Dies bezog er darauf, wie die Serie mit sich selbst interagiert als auch mit dem Teil der Handlung, die die Serie mit It’s MyGO!!!!! teilt.
Yota Tokuta beschrieb anfänglichen Konflikt zwischen Sakikos Auterismus und Nyamus Kommerzialismus sowie den Stress, wenn man in der Unterhaltungsbranche tätig ist als gängige Themen in der musikalischen Fiktion und nennt dabei Serien wie Girls Band Cry und Trapezium als vergleichbare Werke. Er merkt an, wie die Serie diese Themen im Kontext auf das „Band-Anime“-Genre untergräbt, etwa durch die Demaskierung der Band durch Nyamu oder die Vorstellung von Mortis. Sakiko scheitert beim Versuch Crychic wiederzuvereinen und ins Alltagsleben zurückzukehren, was die Geschichte von Ave Mujica von früheren Werken des Franchises und von Musik-Animeserien im Allgemeinen unterscheidet. Tokuta merkt weiterhin an, dass Misumi Uikas obsessive Tendenzen und ihr ungewöhnlich verdrehtes Wesen, insbesondere ihre Gewaltfantasien und wie sie diese auf mentaler Ebene auslebt, es der Animeserie ermöglichen in düstere Bereiche der menschlischen Psyche vorzudringen und dabei gleichzeitig die kommerziellen Aspekte des Genres und ihrer Zielgruppe zu berücksichtigen.

## Medien

### Anime-Fernsehserie
Nach der Fernsehausstrahlung der dreizehnten Episode von BanG Dream! It’s MyGO!!!!! am 14. September 2023 wurde eine Anime-Fernsehserie, die die Band Ave Mujica in den Fokus rückt als direkte Fortsetzung angekündigt. Die erste Staffel des Anime entstand im Studio Sanzigen unter der Regie von Kōdai Kakimoto. Das Produktionsteam, welches bereits an It’s MyGO!!!!! arbeitete, konnte zum größten Teil gehalten werden. Yuniko Ayana zeigte sich für die Erarbeitung des Drehbuchs verantwortlich.
Die dreizehn Episoden umfassende erste Staffel der Serie wurde zwischen dem 2. Januar und 27. März 2025 im japanischen Fernsehen gezeigt. In Singapur, Hongkong, Südkorea und Taiwan feierte die Serie am 1. Dezember 2024 eine Vorab-Premiere. Die Vorspannsequenz ist musikalisch mit dem Lied KiLLKiSS von Ave Mujica unterlegt, während im Abspann das Stück Georgette Me, Georgette You von gleicher Band zu hören ist.
Der Streaminganbieter Crunchyroll zeigte die Serie in Nord- und Lateinamerika – ausgenommen Brasilien –, Ozeanien, Südafrika und in ausgewählten Teilen Europas unter dem Titel Ave Mujica – The Die Is Cast –. In Südostasien wurde die erste Staffel bei Muse Communications im Simulcast gezeigt. Eine Ausstrahlung im Simulcast im deutschsprachigen Raum erfolgte nicht.
Unmittelbar nach der Ausstrahlung der dreizehnte Folge der ersten Staffel im japanischen Fernsehen am 27. März 2025 wurde die Produktion einer Fortsetzung bestätigt.

### Mangaserie
Eine Realisierung als Manga geschrieben und gezeichnet von Pinfu Hiroyama wurde am 21. Oktober 2024 angekündigt. Der Manga startete am 10. Januar 2025 in japanischer, chinesischer und englischer Sprache auf der Webplattform Comic Growl. Am 7. Februar 2025 erschien der erste Band des Mangas im Tankōbon-Format.
| Band | Japanisch        | Japanisch              |
| Band | Veröffentlichung | ISBN                   |
| ---- | ---------------- | ---------------------- |
| 01   | 7. Feb. 2025     | ISBN 978-4-04-899665-5 |

## Rezeption
Vor Sendestart der Animeserie zeigte sich Christopher Farris von Anime News Network in Erwartung, dass diese „möglicherweise […] noch gestörter“ als der Vorgänger It’s MyGO!!!!! sein könnte, vorfreudig und lobte zudem die vorgestellten Vor- und Abspannsequenzen. Auch Steve Jones bekundete seine Vorfreude auf die Serie und schrieb, dass er es kaum erwarten könne das „Melodrama und weitere mögliche Yuri-Elemente“ zu sehen. Nick Creamer schrieb bei Crunchyroll, dass Serie „jegliche Absicht zeige noch verrückter zu sein“ als es It’s MyGO!!!!! war.
Im Anime News Network Preview Guide empfahl Farris zuerst It’s MyGO!!!!! anzusehen bevor man Ave Mujica anfängt. Dies begründete er damit, dass Erzählung ohne vorheriges Wissen aus der Vorgänger-Serie schwer zu folgen sei. Er kommentierte, dass die Serie versuche Sakiko in ein besseres Licht zu stellen und sie als einen komplexeren Charakter auszuweisen wofür er die Drehbuchautorin Yuniko Ayana lobte. Farris besprach alle dreizehn Episoden der ersten Staffel. Auch in diesen Besprechungen lobte er Ayanas Schreibstil, welches durch „kleine, subtile Details definiert“ sind, welche später „zu starken Handlungszweigen und Charakterentwicklung“ beitragen. So lohne sich laut Farris das wiederholte Ansehen der Serie um die Hintergrundgeschichten der Charaktere tiefgründiger zu erleben. Die Geschichte fokussiere sich auf Zufriedenheit, Selbstpflege und „die Linie zwischen Selbstlosigkeit und Selbstzerstörung.“ In seinen Besprechungen zur vierten und fünften Folge bezeichnete er die Mitglieder von Ave Mujica als „kaputte Teenager die dringend eine Therapie nötig haben“. Er schrieb, dass die Serie auf schwarzhumoristischen Art lustig sei und lobte den Episodenregisseur Hiroshi Morita für seine Arbeit, während er Untertitel kritisierte, die von Drittfirma im Auftrag von Crunchyroll angefertigt wurden.
Laut einer Umfrage unter den Lesern der Plattform Dengeki Online avancierte der Anime zum populärsten Titel der Winterseason. Die siebte Episode erhielt von der chinesischen Zuschauerschaft gemischte Bewertungen, da diese die Band Crychic behandelte und sich die Plot-Twists als spaltend empfunden wurden.